# 대경권

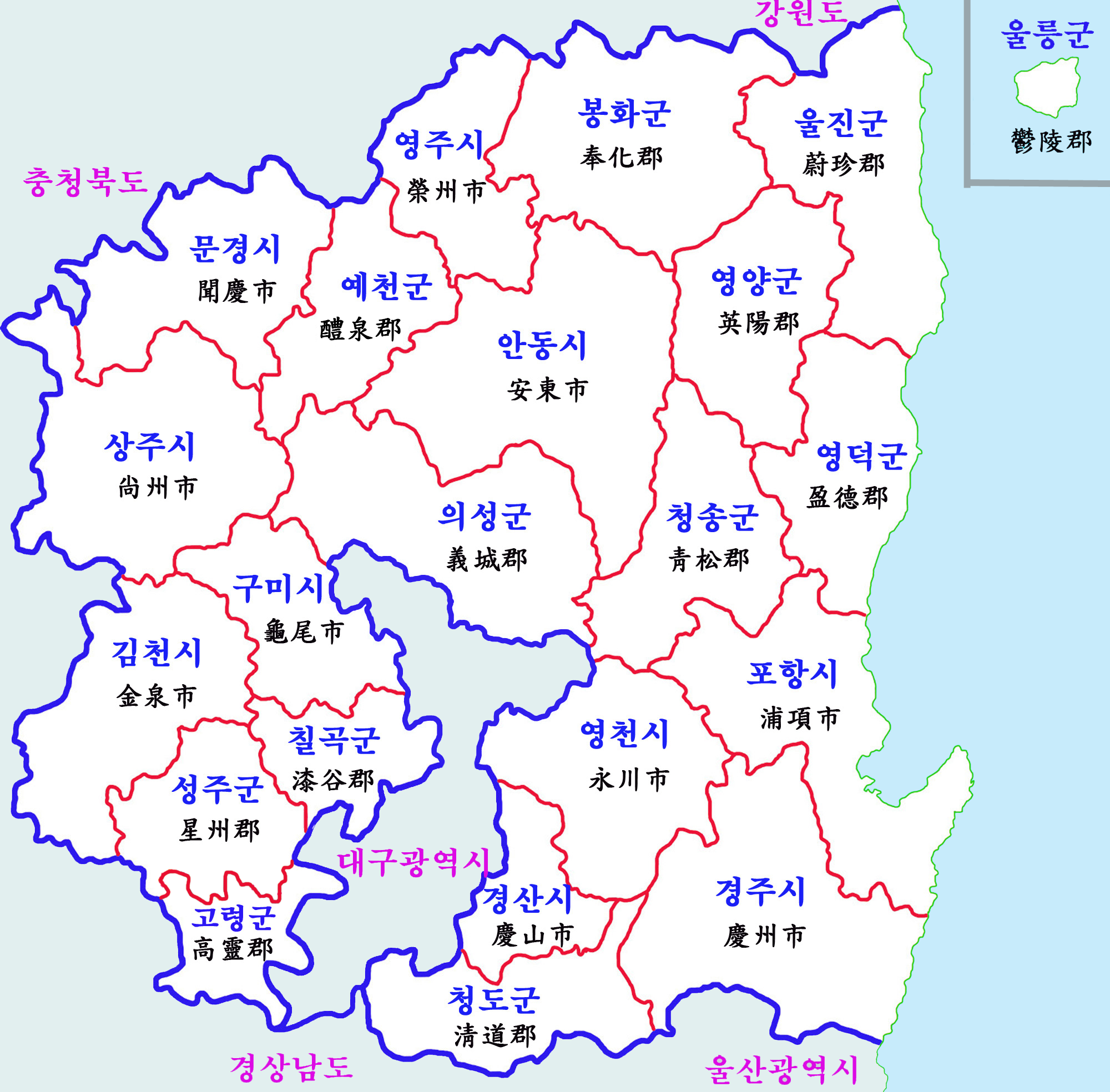
대경권 지도

대경권, 대구·경북 또는 TK는 대구광역시와 경상북도 지역을 묶어서 부르는 말이다. 대구광역시와 경상북도 지역을 묶어서 부르는 말이다.

## 상세
영남 지방을 중심으로 경상도가 형성된 이후에, 조선 시대에 경상감영이 대구로 옮겨지면서 지역의 중심지로 부각되기 시작했다. 1896년에는 13도제가 실시되면서 대구와 지금의 경상북도가 처음으로 한 권역으로 묶인 이래 긴 시간 동안 교류와 접촉이 이루어지면서, 경제나 사회적 측면에서 그 연결성이 높아졌다.
1981년에는 대구직할시가 설치되면서 경상북도와 별개의 행정구역이 되었지만, 인근의 경산군이나 칠곡군 등과의 교류는 여전히 이어지면서 대구를 중심으로 하는 광역 경제권은 더욱 영역을 넓히게 되었다. 경상북도청이 대구에 위치한 것도 양 지역이 긴밀한 관계를 유지하는 데에 한 역할을 하였다. 정치적으로 일정한 경향을 유지하면서, 박정희·전두환·노태우·김윤환 등의 정치인을 지지하는 색채도 강해 양 지역의 영문 머릿글자를 딴 이른바 ‘TK’라는 용어도 사용된다. TK 지역은 '보수의 심장'이라 불릴만큼 보수의 성지이다. 제21대 대한민국 대통령 선거 당시 김문수 후보 지지율이 전국에서 1위인 만큼 정치 성향이 우익이다.
대구광역시가 지역의 중심지 역할을 하고 있음에도 불구하고 산업기반이 섬유 등에 맞추어져 있는 점이나, 다른 대도시에 비해 경제적 기반이 약하다는 점과 함께 경상북도 또한 경제적으로 대구와 긴밀한 관계를 맺고 있는 것에 착안하여 양 지역을 통합하거나 경제적인 측면에서 통합하자는 논의는 지속적으로 제기되어 왔다.
‘대경’이라는 용어도 지역에서 폭넓게 사용되고 있는데, 대경대학과 같이 학교의 명칭에 사용한 경우를 비롯하여 경북연구원(이른바 대경연)과 같이 대구·경북의 차원에서 연구에 접근하는 경향도 크다. 명칭과는 다르게 경북대학교는 대구광역시에, 대구대학교는 경상북도 경산시에 위치한 경우도 있다.

## 같이 보기
- ● 대경선
- 수도권
- 부울경
- 대전충남
- 광주전남